# ألتاي (دبابة)
ألتاي  هي دبابة قتال رئيسية تركية، حيث تعتبر الدبابة الأولى والفريدة من نوعها في تركيا؛ لكونها أول دبابة تصنيع محلي تركي.   ألتاي هو اسم قائد فيلق فرسان في التراث التركي،  ويعتبر برنامج الدبابة ألتاي هو أول برنامج لتطوير دبابه قتال رئيسيه في تركيا منذ العام 1943. في عام 2007 تم اعطاء عقد التصميم وبناء أول 4 نماذج من هذه الدبابة للشركه المحلية التركية اوتوكار، أول نموذج عرض علنيا في العام 2011.
تحمل هذه الدبابة تصميما تقليديا وقد اقتبست بعض التكنلوجيا الكوريه الجنوبية الموجودة في الدبابة كيه2 بلاك بانثر لكن على العموم لها تصميم مختلف عن الدبابة الكوريه. من المتوقع ان تحمل دبابة القتال الرئيسية ألتاي مدفعا نوع L55 املس السبطانة عيار 120 ملم، وهذا المدفع من صنع شركة راينميتال والذخيرة ستكون مخزنه في البرج. تحمل الدبابة أيضا رشاش محوري عيار 7.62 ملي بالإضافة إلى رشاش آخر عيار 12.7 ملي موضوع على سقف الدبابة
الدبابة ألتاي مزوده بنظام حديث للسيطرة على إطلاق النار من نوع Volkan ونظام اداره معركه مصنوع من قبل شركة أسلسان التركية
وهذا النظام تم تزويده للتحديث التركي للدبابه ليوبارد 1. طاقم الدبابة مكون من 4 أفراد: قائد وسائق ورامي وملقم للذخيرة. الدفعات الأولى من الدبابة ستكون مزوده بمحرك ديزل تيربو ألماني الصنع نوع MTU 883 ذو قدرة 1500 حصان. ولكن يقال أن الدفعات التالية من هذه الدبابة ستكون مزوده بمحرك محلي ذو قدره 1,800 حصان (1,300 كـو). يخطط ان تصل السرعة القصوى للدبابه حوالي 70 كيلومتر في الساعة (43 ميل/س).
سيتم تزويد الدبابة بمعدات للغوص العميق مما يجعلها قادره على تجاوز العقبات المائية إلى عمق يصل إلى 4.1 متر. كما ستتضمن الدبابة منظومات إضافية تسمح لطاقمها بالعمل في مناطق التهديدات الكيماوية والبيولوجية والإشعاعية والنووية.كما ستتضمن الدبابة منظومات إضافية تسمح لطاقمها بالعمل في مناطق التهديدات الكيماوية والبيولوجية والإشعاعية والنووية.

## وصلات خارجية
- موقع ميليتري توداي
- الجنود العرب